# Artsvik
Artsvik Harutyunyan más conocida como Artsvik (en armenio: Արծվիկ Հարությունյան; Kapan, Syunik', Armenia, 21 de octubre de 1984) es una cantante y compositora armenia de género pop, r&b y soul.
Ha sido la ganadora de la selección nacional "Depi Evratesil", por lo que ganó la posibilidad de representar a Armenia en el Festival de la Canción de Eurovisión 2017 en la capital ucraniana. Pasó la primera semifinal, quedando en la séptima posición, y en décimo octavo lugar (18º) en la final.

## Biografía
Nacida en la ciudad armenia de Kapan en 1984, durante la época de la República Socialista Soviética de Armenia (RSS de Armenia), desde muy niña tuvo afición a la música y en 2010 inició su carrera profesional.
En 2013 se dio a conocer a nivel internacional, al ser concursante de la segunda temporada del concurso televisivo Golos (la versión rusa del formato "The Voice"). Allí perteneció al equipo de la cantante Pelageya y fue eliminada en las rondas de las batallas.
En 2016, la televisión pública Armenia 1 TV, la anunció como una de las participantes en la selección nacional eurovisiva "Depi Evratesi". Durante el tiempo que estuvo en la selección fue parte del equipo de Essaï Altounian y tras superar todos los programas llegó a la gran final del 24 de diciembre en la que logró ser la ganadora y elegida representante de Armenia en el Festival de la Canción de Eurovisión 2017 que se celebró en Kiev, Ucrania, quedando en décimo octavo lugar de la final.

## Discografía
Sencillos
- "Why" (2014)
- "No Fear" (2014)
- "I Say Yes" (2015)
- "Fly with Me" (2017)
- "Mna Du" (2017)